# Nivard Dierer
Nivard Dierer OCist (* 1. August 1642 in Steyr als Georg Dierer; † 11. März 1715) war von 1696 bis 1715 Abt des Stiftes Schlierbach.

## Leben
Der als Sohn eines Steyrer Hammerschmieds geborene Dierer trat 1660 in das Stift Schlierbach ein, legte 1661 die Profess ab und bekleidete die Pfarrstellen von Klaus (1677–1679) sowie Kirchdorf (1679–1696). In Kirchdorf errichtete er 1682 mit Privileg von Papst Innozenz IX. eine religiöse Vereinigung, die Bruderschaft zu Ehren der heiligen Barbara. Am 4. Jänner 1696 wählte ihn der Schlierbacher Konvent zum Abt; die Abtsbenediktion erfolgte am 31. Mai 1696 durch Generalvikar Marian Schirmer im Stift Heiligenkreuz bei Wien, da sich die Schlierbacher Kirche noch im Bau befand.
Als letzter der drei Schlierbacher „Bauprälaten“ ließ Dierer den barocken Neubau der Klostergebäude vollenden, vor allem die überreiche barocke Ausstattung der Klosterkirche geht auf ihn zurück. Die Überführung der Reliquien des heiligen Julian aus der römischen Calepodiuskatakombe nach Schlierbach im Jahr 1697 ist ein Verdienst des Abtes. Für das Altarbild des hl. Julian (1703) konnte Dierer den Garstener Stiftsmaler Johann Carl von Reslfeld gewinnen. Die Neubauten der beiden Flügel des Johanneshofs mit dem repräsentativen Festsaal und der Sommerprälatur wurden unter seiner Amtszeit errichtet. Außerdem die 1712 fertiggestellte repräsentative Barockbibliothek, in deren Stukkatur sein Wappen mit dem feuerspeienden Pantier (nach seiner Geburtsstadt Steyr) zu sehen ist. Das ebenfalls von ihm erbaute Hofrichterhaus beherbergte später die Volksschule. In Linz ließ er das von Abt Balthasar Rauch (1645–1660) akquirierte Bürgerhaus/Stadthof, heute Akademisches Gymnasium, erneuern.  Für die innerklösterliche Musikgeschichte Schlierbachs dokumentieren Notenbestellungen aus Passau einen Kulturaustausch unter Dierer mit der Dreiflüssestadt. 1728 wurde der Schlierbacher Organist Franz Anton Hugel zum Domorganisten am Dom St. Stephan in Passau berufen.
1699 reiste Abt Dierer als Vertreter der österreichischen Zisterzienseräbte zum Generalkapitel nach Cîteaux. 1705/06 spendete Dierer dem Heiligenkreuzer Abt Gerhard Weixelberger die Abtsbenediktion. In den letzten Lebensjahren durch einen Schlaganfall gelähmt, starb er am 11. März 1715. Der Personalstand des Stiftes betrug am Todestag des Abtes 32 Professmönche und war somit der höchste seit Gründung der Abtei.